# 韋克菲爾德 (澳洲國會選區)
韋克菲爾德選區（英語：Division of Wakefield），是澳大利亞南澳大利亞州的聯邦下議院選區，位於該首府阿德萊德西北郊。面積6,155平方公里。
選區始於1903年，紀念紐西蘭國會議員愛德華·吉本·韋克菲爾德。是自由黨等右翼政黨安全的選區。自2007年以來任當區議員的是工黨的尼克·錢皮恩。他是該區歷來第三位工黨議員。
2019年，選區修改邊界並改名為史賓斯選區。錢皮恩亦成功過渡至該選區，至2022年辭職，以參選州議會。

## 另見
- 澳大利亞聯邦下議院選舉分區